# 1971-es magyar férfi vízilabda-bajnokság (első osztály)
Az 1971-es magyar férfi vízilabda-bajnokság a hatvanötödik magyar vízilabda-bajnokság volt. A bajnokságban tíz csapat indult el, a csapatok két kört játszottak.

## Tabella
| #   | Csapat             | M  | Gy | D | V  | G+ | G-  | P  |
| --- | ------------------ | -- | -- | - | -- | -- | --- | -- |
| 1.  | OSC                | 18 | 11 | 7 | 0  | 95 | 68  | 29 |
| 2.  | Újpesti Dózsa      | 18 | 10 | 6 | 2  | 83 | 63  | 26 |
| 3.  | Ferencvárosi TC    | 18 | 10 | 3 | 5  | 81 | 65  | 23 |
| 4.  | Vasas SC           | 18 | 5  | 9 | 4  | 78 | 75  | 19 |
| 5.  | Bp. Spartacus      | 18 | 5  | 8 | 5  | 55 | 56  | 18 |
| 6.  | Vasas Izzó         | 18 | 6  | 6 | 6  | 77 | 78  | 18 |
| 7.  | Bp. Honvéd         | 18 | 5  | 6 | 7  | 84 | 83  | 16 |
| 8.  | Szolnoki Dózsa     | 18 | 5  | 5 | 8  | 75 | 80  | 15 |
| 9.  | Egri Dózsa         | 18 | 5  | 4 | 9  | 90 | 93  | 14 |
| 10. | Tatabányai Bányász | 18 | 0  | 2 | 16 | 68 | 125 | 2  |

* M: Mérkőzés Gy: Győzelem D: Döntetlen V: Vereség G+: Dobott gól G-: Kapott gól P: Pont
Az OSC bajnokcsapata: Bodnár András, Csikós Ferenc, Elek Miklós, Hámori Miklós, Koller Ákos, Konrád Ferenc, Konrád Sándor, Kovács Károly, Nemcsik Ferenc, Németh István, Szathmáry Gábor, Szívós István, edző: Mayer Mihály
Az Újpesti Dózsa ezüstérmes csapata: Csapó Gábor, Császár György, Gál Tamás, Goldner Tibor, Horváth Bernát, Kosztolánczy György, Max Gábor, Olajos László, Sárosi László, Szittya Károly, Wolf Péter, edző: Szittya Károly
A Ferencváros bronzérmes csapata: Ambrus Miklós, Balla Balázs, Bányai Miklós, Debreczeni Zsolt, Csákány János, Füri Gábor, Ipacs László, Kásás Zoltán, Kövecses Zoltán, Steinmetz János, Szellő Tamás, Wiesner Tamás, edző: Goór István
Vasas: Darida János, Faragó Tamás, Görgényi István, Horváth Péter, Katona András, Kiss Attila, Kusztos András, Laukó Pál, Molnár István, Ölveczky Péter, Rusorán Péter, edző: Szalay Iván
Bp. Spartacus: Albrecht Tamás, Borzi Miklós, Brinza István, Felkai László, György Sándor, Kardos Tibor, Kemény Dénes, Lehoczky Boldizsár, Magas István, Molnár Endre, Ottó Gábor, Vörösvári Zsolt, edző: Bolvári Antal, Kemény Ferenc
Vasas Izzó: Bobory György, Bodnár János, Füzessy Béla, Györe Lajos, Joós János, Konrád János, Martin György, Martinovics György, Molnár György, Nagy Ferenc, Németh Gábor, Tibai János, Tuba József, edző: Molnár Attila
Bp. Honvéd: Dávid Gyula, Deák Gábor, Esztergomi Mihály, Ferenczi László, Fonó Péter, Gáti Lajos, Hauszler Károly, Kucsera Gábor, Molnár László, Papp Vilmos, Szeri Béla, Tóth Endre, Tóth Gyula, edző: Brandi Jenő
Szolnoki Dózsa: Cseh Sándor, Cservenyák Tibor, Kádár György, Kanizsa Tivadar, Kozák Tibor, Kulcsár Tamás, Pásztrai László, Pintér István, Zámbó Lajos, Urbán Lajos, Vezsenyi Péter, edző: Kanizsa Tivadar
Egri Dózsa: Ali Csaba, Bolya László, Kácsor László, Katona József, Kelemen Attila, Kelemen László, Kovács Tamás, Krajcsovics Csaba, Lutter István, Mártrahegyi László, Pócsik Dénes, Regős László, Rüll Csaba, Ringelhann György, edző: Pócsik Dénes
Tatabányai Bányász: Angyal Károly, Fojt István, Kovács Ede, Kovács László, Kovács Róbert, Laukó Álmos, Lázár Imre, Lázár János, Nagyváradi József, Pongrácz Imre, Puskás Lajos, Togyeriska József, edző: Szabó Miklós

## A góllövőlista élmezőnye
| Hely | Gól | Játékos             | Csapat             |
| ---- | --- | ------------------- | ------------------ |
| 1.   | 32  | Faragó Tamás        | Vasas              |
|      | 32  | Martinovics György  | Vasas Izzó         |
| 3.   | 30  | Urbán Lajos         | Szolnoki Dózsa     |
| 4.   | 29  | Dávid Gyula         | Bp. Honvéd         |
| 5.   | 27  | Konrád Ferenc       | OSC                |
| 6.   | 23  | Pócsik Dénes        | Egri Dózsa         |
| 7.   | 22  | Szívós István       | OSC                |
|      | 22  | Togyeriska József   | Tatabányai Bányász |
| 9.   | 21  | Rusorán Péter       | Vasas              |
| 10.  | 20  | Kosztolánczy György | Újpesti Dózsa      |
|      | 20  | Sárosi László       | Újpesti Dózsa      |
|      | 20  | Tóth Gyula          | Bp. Honvéd         |